# Dálnice A24 (Rakousko)
Dálnice A24 (německy Autobahn A24 nebo Autobahn Verbindungsspange Rothneusiedl) je plánovaná, necelé 3 kilometry dlouhá rakouská dálnice. Má ve Vídni vytvářet spojení mezi dálnicí A23 (plánovaná křižovatka v Hanssonově zatáčce) a jižní částí rychlostní silnice S1, která vytváří obchvat města. Dálnice by měla procházet přes Rothneusiedl a napojovat se na rychlostní silnici S1 mezi křižovatkami Wien-Laxenburger Straße a Wien-Rothneusiedl poblíž Leopoldsdorfu. S cenou přes 100 miliónů eur za 1 km by se stala nejdražší rakouským dálničním projektem, který však je dosud v prvotních fázích příprav.